# كوستوناتشي
كوستوناتشي (بالإيطالية: Custonaci)‏ هي بلدية في مقاطعة تراباني في صقلية الإيطالية.

## السكان
في سنة 1861 بلغ عدد السكان 1٬176 نسمة، وتطور العدد ليصل في سنة 2011 لـ 5٬392 نسمة.
يظهر هذا المخطط البياني تطور النمو السكاني لـ كوستوناتشي